# Факиряка
Факиряка или Фатуряка (на гръцки: Αγροτικό Ορφανοτροφείο) е село в Западна Тракия, Гърция. Селото е част от дем Гюмюрджина.

## География
Селото е разположено на 16 километра югозападно от Гюмюрджина. (Комотини).

## История
В XIX век Факиряка е българско село в Гюмюрджинска кааза в Одринския вилает на Османската империя. Според „Етнография на вилаетите Адрианопол, Монастир и Салоника“, издадена в Константинопол в 1878 година и отразяваща статистиката на населението от 1873 година, Фетрика (Fetrika) има 35 домакинства и 138 жители българи.
Според статистиката на професор Любомир Милетич в 1912 година в селото живеят 15 български екзархийски семейства.